# Прогресс М-67
Прогресс М-67 — автоматический грузовой космический корабль (ТГК) серии «Прогресс», запущен к Международной космической станции. Серийный номер 367.

## Цель полёта
Доставка на МКС более 2500 килограммов грузов, необходимых для продолжения функционирования станции в пилотируемом режиме и обеспечения условий жизни и работы экипажа: топливо, запасы сжатого кислорода и воздуха, продукты питания, научная аппаратура, дополнительное оборудование для российского и американского сегментов станции, посылки для её экипажа.

## Хроника полёта
- 24.07.2009, в 14:56:56 (MSK), (17:56:56 UTC) — запуск с космодрома Байконур;[2]
- 29.07.2009, в 14:12:10 (MSK), (11:12:10 UTC) — осуществлена стыковка с МКС к стыковочному узлу на агрегатном отсеке служебного модуля «Звезда». Процесс сближения и стыковки проводился в автоматическом режиме. На заключительном этапе для оптимизации процесса завершения стыковки, с целью экономии времени и расхода топлива, было принято решение о переходе на ручное управление. Командир МКС Геннадий Падалка с помощью телеоператорного режима управления с расстояния около 170 метров успешно состыковал ТГК со станцией.
- 21.09.2009, в 10:24:56 (MSK), (07:24:56 UTC) — ТГК отстыковался от МКС и отправился в автономный полёт.

## Научная работа
На шесть дней ТГК стал научной лабораторией для проведения эксперимента «Плазма-Прогресс».